# Kernreactie

Schematische weergave van de fusiereactie van deuterium en tritium.

Een kernreactie is een proces waarbij de kernen van atomen van samenstelling veranderen. Dit kan plaatsvinden door het absorberen van andere kernen of deeltjes, waarbij ze ook wel in delen uit elkaar kunnen vallen, of door spontaan radioactief verval, waarbij uitzending van een of meer deeltjes plaatsvindt. De betekenis van het woord kernreactie wordt soms beperkt tot het eerste, omdat iets spontaans niet letterlijk een "reactie" is.
Een kernreactie is duidelijk te onderscheiden van een scheikundige reactie, waarbij de kernen van de deelnemende atomen ongewijzigd blijven. Hierbij verandert alleen de rangschikking van de atomen door het herverdelen van de elektronen. De enige kracht die hierbij betrokken is, is de elektromagnetische kracht. Bij kernreacties wordt de kern van de atomen veranderd en speelt de veel grotere sterke kernkracht een rol. Deze is voor afstanden groter dan een atoomkern verwaarloosbaar, maar op de kleine afstanden waarop kernreacties zich afspelen vele malen sterker dan de elektromagnetische kracht.
Hierdoor zijn ook de energieën betrokken bij kernreacties vele malen (in de orde van een miljoen keer) groter. Dat is de reden dat de kernwapens zoveel krachtiger zijn dan conventionele wapens, waar scheikundige reacties de explosie veroorzaken. De ontploffing van één waterstofbom kan een hoeveelheid energie vrijmaken gelijk aan de ontploffing van tientallen megaton TNT, een grotere energie dan alle geallieerde bommen van de Tweede Wereldoorlog bij elkaar.
Omdat de inwendige energie die deeltjes bij elkaar houdt (bindingsenergie) volgens de beroemde massa-energierelatie (E = mc2) bijdraagt aan de totale massa, zijn de opgetelde massa's van de reactanten voor en na een reactie over het algemeen niet gelijk. De vrijgekomen energie wordt dan ook vaak gemeten als 'verdwenen' massa. Dit is ook het geval bij scheikundige reacties, maar omdat de energieën en dus de massaverschillen zoveel kleiner zijn, wordt dit effect daar meestal verwaarloosd. De energie komt vrij als kinetische energie van de reactieproducten (wat macroscopisch gezien een hogere temperatuur oplevert) of als foton (typisch gammastraling of röntgenstraling). 

## Reactievergelijking
Net als bij een chemische reactie wordt een kernreactie wel beschreven door middel van een reactievergelijking. Links staan de deelnemende deeltjes aangeduid met hun scheikundig symbool met linksboven de atoommassa. Vaak wordt linksonder ook het atoomnummer vermeld, hoewel dat al bepaald is door het symbool. Betreft het een radioactief verval van een kern, dan staat links alleen de betrokken kern en eventueel een opgenomen subatomair deeltje. Voor speciale deeltjes worden ook wel speciale symbolen gebruikt:
- foton, gammastraling: {\displaystyle {\ce {\gamma \ }}} of  {\displaystyle {\ce {^0_0\gamma}}}
- elektron: {\displaystyle {\ce {e}}}, {\displaystyle {\ce {\ e^{-}}}}, {\displaystyle {\ce {^0_{-1}e-}}} of {\displaystyle {\ce {\ \beta ^{-}}}}
- positron: {\displaystyle {\ce {e+}}}, {\displaystyle {\ce {\ ^0_1e+}}} of {\displaystyle {\ce {\ \beta ^{+}}}}
- proton: {\displaystyle {\ce {^1H}}}, {\displaystyle {\ce {\ ^1_1H}}}, {\displaystyle {\ce {p\ }}} of {\displaystyle {\ce {\ p+}}}
- antiproton: {\displaystyle {\ce {{\bar {p}}\ }}}
- neutron: {\displaystyle {\ce {n\ }}} of {\displaystyle {\ce {\ ^1_0n\ }}}
- antineutron: {\displaystyle {\ce {{\bar {n}}\ }}}
- deuterium: {\displaystyle {\ce {^2H}}}, {\displaystyle {\ce {\ ^2_1H\ }}} of {\displaystyle {\ce {\ d}}}
- alfadeeltje: {\displaystyle {\ce {^4He}}}, {\displaystyle {\ce {\ ^4_2He\ }}} of {\displaystyle {\ce {\alpha \ }}}
- anti-alfadeeltje: {\displaystyle {\ce {^{4}_{2}{}{\overline {He}}{}^{2-}}}}
- neutrino: {\displaystyle {\ce {\nu}}}

De uitgebreide notaties zoals {\displaystyle {\ce {^0_0\gamma}}}, {\displaystyle {\ce {^0_{-1}e-}}}, {\displaystyle {\ce {\ ^0_1e^{+}}}}, {\displaystyle {\ce {\ ^1_1H}}}, {\displaystyle {\ce {\ ^1_0n\ }}}, {\displaystyle {\ce {\ ^4_2He\ }}} tonen bij elk deeltje linksboven het aantal nucleonen en linksonder de lading.

### Voorbeelden
- lithium wordt beschoten met deuterium:

{\displaystyle {\ce {^6Li + ^2H -> ^4He + ^4He}}}
of uitgebreider
{\displaystyle {\ce {^6_3Li + ^2_1H -> ^4_2He + ^4_2He}}}
Eventueel verkort
{\displaystyle {\ce {^6_3Li + ^2_1H -> 2^4_2He}}}
of met speciale symbolen:
{\displaystyle {\ce {^6Li + d -> \alpha + \alpha}}}
- Alfaverval van uranium-235 tot thorium-231:

{\displaystyle {\ce {^{235}_{92}U -> ^{231}_{90}Th + ^4_2He}}}
Of korter met alfadeeltje ({\displaystyle {\ce {\alpha}}}):
{\displaystyle {\ce {^{235}_{92}U -> ^{231}_{90}Th + \alpha}}}

## Verschillende soorten kernreacties
Alfaverval
Door alfaverval gaat een atoomkern over in een lichtere kern onder uitzending van een alfadeeltje (heliumkern). Voorbeeld: 
{\displaystyle {\ce {^{238}U -> ^{234}Th + \alpha}}}
Bètaverval
Bij bètaverval gaat een atoom over in een atoom met hetzelfde massagetal, maar met een andere lading, onder uitzending van een elektron of positron en een neutrino. Bijvoorbeeld: 
{\displaystyle {\ce {^{22}Na->{^{22}Ne}+{e+}+{\nu }_{e}}}}
Gammaverval
Gammaverval vindt eigenlijk alleen plaats als secundair proces. Na alfa- of bètaverval of na het invangen van een deeltje (zie onder) bevindt de atoomkern zich veelal in een aangeslagen toestand. Het overschot aan energie kan dan vrijkomen in de vorm van gammastraling, waarbij de kern niet van samenstelling verandert. In reacties wordt een kern in aangeslagen toestand doorgaans aangegeven met een asterisk:
{\displaystyle {\ce {^{60}Co->{^{60}Ni^{\ast }}+{e^{-}}+{\nu }_{e};\quad {^{60}Ni^{\ast }}->{^{60}Ni}+\gamma }}}
Kernsplijting
Kernsplijting kan optreden wanneer een licht deeltje, zoals een neutron of een heliumkern (alfadeeltje), wordt ingevangen door een zware atoomkern, en deze zodanig instabiel wordt, dat ze in twee of meer delen uiteenvalt, veelal onder uitzending van neutronen. Bijvoorbeeld: 
{\displaystyle {\ce {{^{235}U}+n->{^{236}U}^{\ast }->{^{92}Kr}+{^{141}Ba}+3n\quad }}} (andere vervalproducten komen ook voor)
Kernfusie
Bij kernfusie reageren twee of meer lichte atoomkernen (mogelijk via een instabiele tussentoestand) tot een andere samenstelling, waarbij in ieder geval een zwaardere kern dan in de beginsituatie gevormd wordt. Een bekend voorbeeld is de reactie van deuterium en tritium tot helium en een neutron, zoals in de afbeelding bovenaan, volgens de vergelijking 
{\displaystyle {\ce {{^{2}H}+{^{3}H}->\alpha +n}}}
Neutronenvangst
Neutronenvangst houdt in dat een atoomkern een extern neutron invangt, waardoor een al dan niet stabiele zwaardere isotoop van dat element ontstaat. Dergelijke reacties worden gebruikt om met behulp van de neutronen uit een kernreactor zogeheten radionucliden te produceren voor medisch en industrieel gebruik.
Protonenvangst
Protonenvangst houdt in dat een atoomkern een extern proton invangt, waardoor een al dan niet stabiele zwaardere kern van een ander element ontstaat. Dergelijke reacties worden gebruikt om met behulp van bijvoorbeeld protonen uit een cyclotron zogeheten radionucliden te produceren voor medisch en industrieel gebruik.
Elektronenvangst
Bij elektronenvangst wordt een elektron uit een van de onderste elektronenschillen ingevangen in de atoomkern, waardoor een proton in een neutron verandert onder uitzending van een neutrino. Bijvoorbeeld: 
{\displaystyle {\ce {{^{83}Rb}+{e^{-}}->{^{83}Kr}+\nu _{e}}}}